# Programul de protecție a prințeselor
Programul de protecție a prințeselor este un film original marca Disney Channel.

## Sinopsis
După ce o țărișoară pașnică este invadată de o putere dictatorială, tânăra prințesă Rosie este luată în custodie de Programul de Protecție a Prințeselor. Plasată, în condiții de securitate și sub anonimat, într-o îndepărtată zonă rurală din Louisiana, tânăra este forțată să învețe dedesubturile vieții de adolescent obișnuit. În procesul de adaptare la noua viață, Rosie îi dă noii sale prietene și colege de cameră, Carter, câteva lecții despre roialitate.